# Punggye-ri
Koordinaten: 41° 8′ N, 129° 10′ O
Punggye-ri ist ein Ort in der nordkoreanischen Provinz Hamgyŏng-pukto. Die Punggye Station ist der Verkehrsknoten der Gemeinde. Das nukleare Punggye-ri Versuchsgebiet liegt in der Nähe.